# 威廉·鲍威尔·弗里思
威廉·鲍威尔·弗里思（William Powell Frith，1819年1月19日—1909年12月9日），英国维多利亚时代画家，擅长风俗画和叙述性全景画。1853年，他获选为皇家美术学院院士，在入会时，他提交了自己的作品，Sleeping Model。他被誉为“贺加斯以来，英国最伟大的风俗画家”。

## 生平
弗里思生于北约克郡Aldfield，父亲在哈罗门（Harrogate）经营酒店。1835年，他在父亲的鼓励下，到伦敦入读位于夏洛特街（Charlotte Street）的萨斯学院（Sass’s Academy），接受正式的美术教育。后来，他又入读皇家美术学院学校（Royal Academy Schools）。弗里思起初为人作像。1838年，他的作品第一次在英国学院（British Institution）展出。弗里思在19世纪40年代开始以查尔斯·狄更斯和劳伦斯·斯特恩（Laurence Sterne）的文学作品为基础作画。
他是美术团体The Clique的成员。著名风俗画画家大卫·威尔基爵士（Sir Daivd Wilike）对他的影响十分深远。威尔基的作品The Chelsea Pensioners激发了他创作他最著名的作品。在受到威尔基和狄更斯的影响后，他创作了一系列作品，绘画社会各阶层的人物，在各个场合聚会交流的情形。Ramsgate Sands, Life at the Seaside绘画的是海边的游客和戏水者。而The Derby Day，则是按照罗伯特·豪利特（Robert Howlett）拍摄的相片创作的，呈现的是各地男女到葉森馬場观看马赛的情景。雅各布·贝尔用1,500英镑购得了这件作品。作品非常受欢迎，以至于皇家美术学院要在展出它时，要用栏杆来保护它。另一件著名作品是描绘帕丁頓車站的The Railway Station。1865年他获选为记录威尔士亲王大婚的画家。
他在1858年创作的The Crossing Sweeper，“在描绘富人和穷人在伦敦街头相遇当中，开辟了新的天地。”
后来，他又学习威廉·贺加斯，画了两系列总共十幅画，在画中讲述警世故事。第一个系列称为Road to Ruin，以赌博为题材。第二个系列是Race for Wealth，以投机为题材。1890年，他退出皇家美术学院。不过，他的作品一直参加学院的展览，直到1902年为止。
弗里思是坚守传统的艺术家，在两部自传和其他著作当中，都对当时的艺术发展表示了反感。他是前拉斐尔派和唯美主义运动的反对者。他在A Private View at the Royal Academy中，讽刺了唯美主义运动。奥斯卡·王尔德在画中讨论艺术，引起了弗里思的朋友不满。弗雷德里克·雷頓、約翰·艾佛雷特·米萊、安东尼·特洛勒普也是画中人之一。
弗里思与妻子伊莎贝拉（Isabelle）育有12名子女，与情妇玛丽·阿尔福德（Mary Alford）又育有另外7名子女。妻子逝世后，他娶了玛丽为妻。他在晚年复制了多件自己的著名作品。他是一个健谈者，而他亲近宜人的著作，尤其是自传，十分受大众欢迎。
1856年，豪利特在摄影协会（The Photographed Institute）为他拍摄了肖像。次年，这张相片和其他“优秀艺术家”的相片一起，被人送到曼彻斯特艺术珍品展览会（Art Treasures Exhibition）。
他逝世后葬于伦敦W10肯薩公園墓园。

## 作品展出
2006年11月，伦敦市政厅艺廊展出了弗里思的作品。这是英国在半个世纪以来第一次回顾他的作品。2007年3月，展览又移到北约克郡哈罗门默瑟艺廊。他最后的主要作品，现藏于默瑟艺廊。他其他的作品，则分别藏于德比博物馆与艺术画廊、谢菲尔德的艺术博物馆和维多利亚和阿尔伯特博物馆。

## 著作
- My Autobiography and Reminiscences (1887). (BiblioBazaar reprint, 2009: ISBN 1-116-49774-3)
- Further Reminiscences (1888).

## 有关书籍
- Bills, Mark (2006). William Powell Frith: Painting the Victorian Age. Yale University Press. ISBN 0-300-12190-3
- Wood, Christopher (2006). William Powell Frith: A Painter and His World. Sutton Publishing Ltd. ISBN 0-7509-3845-5